# Клюшниково (Богородський міський округ)
Клю́шниково (рос. Клюшниково) — присілок у складі Богородського міського округу Московської області, Росія.

## Населення
Населення — 105 осіб (2010; 107 у 2002).
Національний склад (станом на 2002 рік):
- росіяни — 98 %